# Miskolc Köszöni díj
A Miskolc Köszöni díj, nagydíj Miskolc város önkormányzata, a VOSZ BAZ megyei szervezete, a Miskolc Holding, a Tudomány és Technika Háza és a MIKOM Nonprofit Kft. kezdeményezésére jött létre 2022-ben, hagyományteremtő céllal. A kezdeményezés célja, hogy elismerjék azokat a helyi gazdasági szereplőket, akik iparűzési adójukkal segítik a város fejlődését, gyarapodását, a város gazdasági, kulturális és közösségi életét. A kezdeményezés visszautal a régi miskolci virilistákra, azaz a legtöbb adót teljesítő személyekre, vállalkozásokra. A Miskolc Köszöni nagydíjat minden év végén adják át. A szervezők szándéka szerint a díjátadón, online szavazás eredményeként, közönségdíjjal jutalmazzák a miskolci székhelyű mikrovállalkozásokat is, évenként más-más kategóriában.
A nagydíjasok:
- 2022 – Telvill Kft., Benke István ügyvezető
- 2023 – Borda Krisztina, a Hotel Palota Lillafüred Kft. ügyvezetője